# Flabellum galapagense
Espèce
Flabellum galapagense est une espèce de coraux appartenant à la famille des Flabellidae.